# Glaucó de Teos
Glaucó de Teos (en llatí Glaucon, en grec antic Γλαύκων) fou un gramàtic grec nadiu de Teos, que va escriure sobre l'art de recitar. Aquest autor fou esmentat per Aristòtil (Retòrica III, 1).